# Clàssic del futbol uruguaià

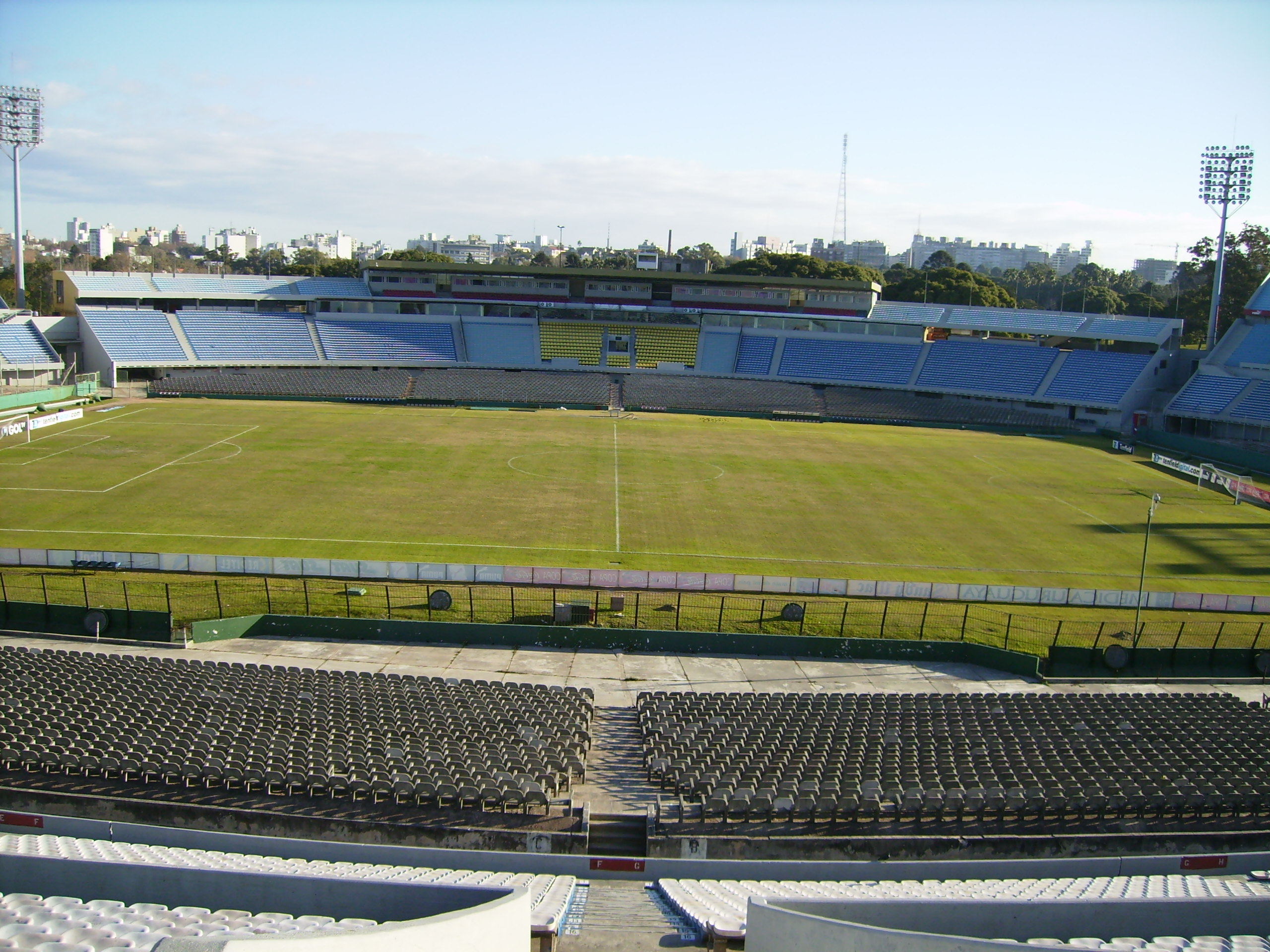
L'Estadio Centenario de Montevideo, tradicional lloc del derbi.

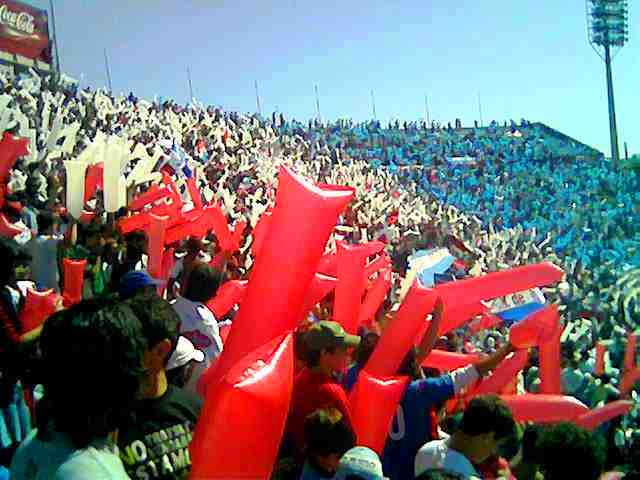
L'afició del Nacional, ubicada sobre la Colombes del Centenario.

El clàssic del futbol uruguaià és un partit de futbol jugat entre els dos clubs més grans de Montevideo, el Club Nacional de Football i el Club Atlético Peñarol.
Encara que no és l'únic derbi que es juga a la capital uruguaiana (de fet, la majoria dels clubs professionals del país tenen la seva seu a Montevideo), el clàssic és el més sentit entre els esportistes del país sud-americà, que en gran manera donen el seu suport a un equip o a l'altre.
La importància del clàssic és tal que generalment no es juga a l'estadi tradicional de l'equip local (el Gran Parque Central, estadi del Nacional, només té capacitat per a 26.500 persones i el Campeón del Siglo, nova seu del Peñarol, depassa per poc les 40.000 places), sinó al Centenario (76.609 persones).

## Història
El primer clàssic de la història va tenir lloc el 15 de juliol de 1900: guanyà per 2-0 el Peñarol, el qual en aquell temps era conegut com a "CURCC" (Central Uruguayan Railway Cricket Club, nom que va mantenir fins al 1913).

El 18 de maig de 1902 el Nacional, després de 7 partits (5 victòries del CURCC i 2 empats), va obtenir finalment la seva primera victòria, 2-1.
En els anys següents l'enfrontament entre els tricolores i els aurinegros es va ampliar en molts àmbits de competició: no sol al campionat, sinó també a la Liguilla, a la Copa Libertadores de América, a la Copa Mercosur i en altres torneigs oficials o amistosos.
Gairebé la gran majoria dels futbolistes uruguaians més destacats han jugat alguna vegada un clàssic, havent jugat almenys en algun dels dos clubs. El rècord de gols en un clàssic el té Atilio García, del Nacional, autor de 34 gols.

## Estadística
L'últim derbi es va celebrar el 5 de maig del 2013 pel campionat clausura 2012 - 2013 i el resultat va ser 0-3 a favor de Peñarol (gols d'Antonio Pacheco, Marcelo Zalayeta i de Matías Aguirregaray).
|                         | Victòries del Nacional | Empats | Victòries del Peñarol | Total partits disputats | Gols del Nacional | Mitjana de gols per partit del Nacional | Gols del Peñarol | Mitjana de gols per partit del Peñarol | Total gols marcats | Mitjana gols per partit |
| Campionat               | 76                     | 82     | 86                    | 244                     | 287               | 1,17                                    | 311              | 1,27                                   | 598                | 2,45                    |
| Liguilla                | 6                      | 4      | 12                    | 22                      | 21                | 0,95                                    | 34               | 1,54                                   | 55                 | 2,5                     |
| Copa Libertadores       | 10                     | 15     | 13                    | 38                      | 41                | 1,08                                    | 44               | 1,16                                   | 85                 | 2,24                    |
| Copa Mercosur           | 0                      | 1      | 1                     | 2                       | 1                 | 0,5                                     | 2                | 1                                      | 3                  | 1,5                     |
| Supercopa Sud-americana | 1                      | 2      | 1                     | 4                       | 6                 | 1,5                                     | 6                | 1,5                                    | 12                 | 3                       |
| Altres partits          | 73                     | 58     | 67                    | 198                     | 256               | 1,29                                    | 250              | 1,26                                   | 506                | 2,55                    |
| Total                   | 166                    | 162    | 180                   | 508                     | 612               | 1,2                                     | 647              | 1,27                                   | 1259               | 2,48                    |

Estadístiques actualitzades del derbi: Peñarol-Nacional 2-3, 20 de maig de 2012, Estadio Centenario
Els jocs que van acabar en penalties es consideren d'acord amb la puntuació que es va assolir al final del temps extra.
Palmarès:
- Màxima victòria del Nacional: 14 de desembre de 1941, Nacional-Peñarol 6-0 (campionat).
- Màxima victòria del Peñarol: 25 d'octubre de 1953, Peñarol-Nacional 5-0 (campionat).
- Empats amb més gols:
  - 21 de setembre de 1920, Nacional-Peñarol 3-3 (Copa Gómez Ferreira);
  - 11 de setembre de 1955, Peñarol-Nacional 3-3 (campionat);
  - 22 de desembre de 1957, Peñarol-Nacional 3-3 (campionat).
- Partit amb més gols: 1 de novembre de 1911, Nacional-CURCC 3-7 (Copa Honor).